# Gertraud Kreißig
Gertraud Kreißig (* 1938 in Königsberg, Ostpreußen; † 15. Juni 2011 in Potsdam) war eine deutsche Schauspielerin.

## Leben
Gertraud Kreißig arbeitete zunächst als Buchhändlerin in Berlin. Nach dem Schauspielstudium an der Deutschen Hochschule für Filmkunst bekam sie Engagements in Zeitz und am Stadttheater Cottbus. Hier lernte sie Rolf Winkelgrund kennen, einen der prägenden Theaterregisseure in den siebziger und achtziger Jahren des zwanzigsten Jahrhunderts in der DDR. Der holte die Schauspielerin 1970 an das Hans Otto Theater nach Potsdam, dem sie bis zu ihrem altersbedingten Ausscheiden 2004 fast 35 Jahre angehörte.

## Filmografie
- 1960: Der schweigende Stern
- 1961: Gewissen in Aufruhr (Fernsehfilm; 5 Teile)
- 1961: Der Mann mit dem Objektiv
- 1962: Königskinder
- 1963: Raureif
- 1973: Zement (Fernsehfilm, 2 Teile)
- 1974: Die Frauen der Wardins (Fernseh-Dreiteiler)
- 1978: Einer muß die Leiche sein
- 1980: Alle meine Mädchen
- 1980: Die Verlobte
- 1980: Levins Mühle
- 1981: Sing, Cowboy, sing (Synchronstimme)
- 1981/1988: Jadup und Boel
- 1983: Moritz in der Litfaßsäule
- 1983: Verzeihung, sehen Sie Fußball?
- 1984: Ach du meine Liebe (Fernsehfilm)
- 1984: Kaskade rückwärts
- 1986: Das Schulgespenst
- 1987  Mensch Hermann (Fernsehserie)
- 1987: Liane
- 1988: Ich liebe dich – April! April!
- 1989: Die Besteigung des Chimborazo
- 1989: Coming Out
- 1990: Albert Einstein (Fernseh-Zweiteiler)
- 1991: Das Licht der Liebe
- 1991: Zwischen Pankow und Zehlendorf
- 1991: Polizeiruf 110: Der Riß (Fernsehreihe)

## Theater
- 1965: Jean Anouilh: Die Grotte (Adéle) – Regie: Herbert Keller (Stadttheater Cottbus)
- 1965: Kurt Tucholsky: Schloß Gripsholm (Billie) – Regie: Horst Koschel (Stadttheater Cottbus – Kammerbühne)
- 1968: Jochen Haufe: Maria Theresia Schluze (Thea) – Regie: Rolf Winkelgrund (Stadttheater Cottbus)
- 1970: Alfred Matusche: Kap der Unruhe (Annerose Bobrinski) – Regie: Rolf Winkelgrund (Hans Otto Theater, Potsdam – Kleines Theater am Altmarkt)
- 1974: Ferenc Molnár: Liliom (Ringellspielbesitzerin Muskat) – Regie: Günter Rüger (Hans Otto Theater, Potsdam – Schloßtheater des Neuen Palais)
- 1974: Heiner Müller: Zement (Dascha) – Regie: Uta Birnbaum (Hans Otto Theater, Potsdam)
- 1975: Athol Fugard: Buschmann und Lena (Lena) – Regie: Rolf Winkelgrund (Hans Otto Theater, Potsdam)
- 1977: Ákos Kertész: Witwen – Regie: Günter Rüger (Hans Otto Theater, Potsdam)
- 1979: Esteban Navajas Cortés: Der Todeskampf eines seelig Entschlafenen (Dona Carmen) – Regie: Günter Rüger (Hans Otto Theater, Potsdam – Kleines Theater am Altmarkt)
- 1979: Friedrich Schiller: Maria Stuart (Maria Stuart) – Regie: Günter Rüger (Hans Otto Theater, Potsdam)
- 1979: Maxim Gorki: Die Sykows (Sofja) – Regie: Günter Rüger (Hans Otto Theater, Potsdam)
- 1980: John Millington Synge: Der Held der westlichen Welt (Witwe Quin) – Regie: Günter Rüger (Hans Otto Theater, Potsdam)
- 1980: Sophokles: Antigone (Antigone) – Regie: Günter Rüger (Hans Otto Theater, Potsdam)
- 1981: Armin Stolper: Die Vogelscheuche oder Die Heimkehr des verlorenen Sohnes – Regie: Reinhard Hellmann/Max K. Hoffmann (Hans Otto Theater, Potsdam)
- 1983: Claus Hammel: Die Preußen kommen – Regie: Eckhard Becker (Hans Otto Theater, Potsdam)
- 1983: Viktor Rosow: Das Nest des Auerhahns (Funktionärsfrau) – Regie: Günter Rüger (Hans Otto Theater, Potsdam)
- 1986: Mattias Braun: Die Perser des Aischylos (Atossa) – Regie: Günter Rüger (Hans Otto Theater, Potsdam)
- 1988: Arthur Miller: Tod eines Handlungsreisenden (Linda Loman) – Regie: Adrian Schriel (Hans Otto Theater, Potsdam)
- 1990: Athol Fugard: Da leben Leute (Milly) – Regie: Günter Rüger (Hans Otto Theater, Potsdam)
- 1991: Jürgen Hofmann: Noch ist Polen nicht verloren (Souffleuse) – Regie: Günter Rüger (Hans Otto Theater, Potsdam)
- 1991: Edward Albee: Wer hat Angst vor Virginia Woolf? (Lady Martha) – Regie: Günter Rüger (Hans Otto Theater, Potsdam)
- 1992: Oleg Jurjew: Kleiner Pogrom im Bahnhofsbuffet (Dworja) – Regie: Guido Huonder (Hans Otto Theater, Potsdam)